# Adolf Dassler
Adolf Dassler (Herzogenaurach, 1900. november 3. – Herzogenaurach, 1978. szeptember 6.) német cipész, feltaláló és vállalkozó volt, az Adidas cég és egyben a modern sportszergyártó-ipar megalapítója. Becenevéből (Adi) és a családnév első három betűjéből képezte az Adidas védjegyet (márkát) 1948-ban, miután bátyjával az 1924 óta közösen vezetett Dassler Testvérek Cipőgyárat felosztották egymás között. Rudolf Dassler a Puma alapítója lett, mely cég az 1970-es évekig legnagyobb riválisa volt az Adidasnak. Adolf az atlétikai cipők megújítója volt, mintegy 700 szabadalom birtokosa, és egyike a korai promótereknek, akik eladásaik növelése érdekében neves atlétákkal szerződtek. Elgondolásainak köszönhetően cége lett a legnagyobb sportszergyártó a világon. 1978-ban bekövetkezett halálakor az Adidas 17 gyáregységgel rendelkezett, éves eladásainak értéke meghaladta az egymilliárd német márkát.

## Fiatalkora
Adolf Dassler Herzogenaurachban született Christoph Dassler cipész és Pauline Dassler mosónő gyermekeként. Szülőhelye „cipészfalunak” számított, a Nürnberg melletti település mintegy 3500 lakosa közül 112 fő volt cipész. Két bátyja (Fritz és Rudolf) és egy húga (Marie) volt. Gyerekként Adolf sok időt töltött a természetben és szeretett sportolni. Számos sportot űzött, többek között futballozott, bokszolt, futott, atletizált, jégkorongozott. Eközben sokat versenyeztek a két évvel idősebb Rudolffal, végül Adolf bizonyult ügyesebb sportolónak. 
Már ekkoriban felkeltette figyelmét, hogy ezekhez a sportokhoz rendre ugyanazt a cipőt használják, holott tapasztalatai szerint ezek a sportágak mind különböző kialakítású lábbeliket igényeltek volna. Ekkor fogalmazódott meg benne a gondolat, hogy e különböző igényeket fogja később kielégíteni saját maga előállította lábbelikkel. Az elemi iskola befejezése után apja kívánságának eleget téve a pékmesterséget sajátította el, majd az első világháború lezárása után régi álmát igyekezett megvalósítani: anyja mosókonyhájában sportcipőket állított össze, melyek elkészítéséhez vászont (Flachfaser) használt. 1920-ban átvette apja műhelyét, aki filcpapucsok előállítására specializálta magát. Adolf a papucsok helyett tornacipőket (Turnschuhe) gyártott, és ebben apja is segítségére volt.
Adolf a helyi lakosok cipőinek javítását is elvállalva próbálta meg beindítani vállalkozását. A háború utáni szűkös helyzetben Németországban nem volt megbízható utánpótlás a cipőgyártáshoz szükséges alapanyagokból, valamint pénzügyi hitel felvételére sem volt lehetőség a fejlesztések végrehajtásához. Ezért Adolf a szükségtelenné vált hadifelszereléseket igyekezett felhasználni: rohamsisakokból és kenyértarisznyákból szedett ki bőrt a cipők talpához, ejtőernyőkből pedig selymet a papucsokhoz.
Dassler hamar szakértőjévé vált annak, hogy elektromos áram hiányában hogyan tudja hasznosítani a fellelhető eszközöket a gyártás gépesítéséhez. Például övek összefűzésével egy bőrmegmunkáló szerkezetet eszkábált, amit egy rögzített kerékpárral hajtott meg a cég első alkalmazottja. Dassler úgy tervezte, hogy sportágakra specializált termékekkel lendíti fel üzletét. Ő állította elő az egyik első szegecses talpú sportcipőt, melyhez egyik gyerekkori barátja és sporttársa, Fritz Zehlein kovácsműhelye szállította le a szegecseket. Folyamatosan kísérletezett különböző anyagokkal, köztük például cápa- és kengurubőrrel is, hogy erős, de könnyű cipőket kapjon. A már özvegy felesége így emlékezett vissza:
„A cipők kifejlesztése a hobbija volt, nem a munkája. Nagyon tudományosan művelte.”

## A Dassler Testvérek Cipőgyár (1924–1945)

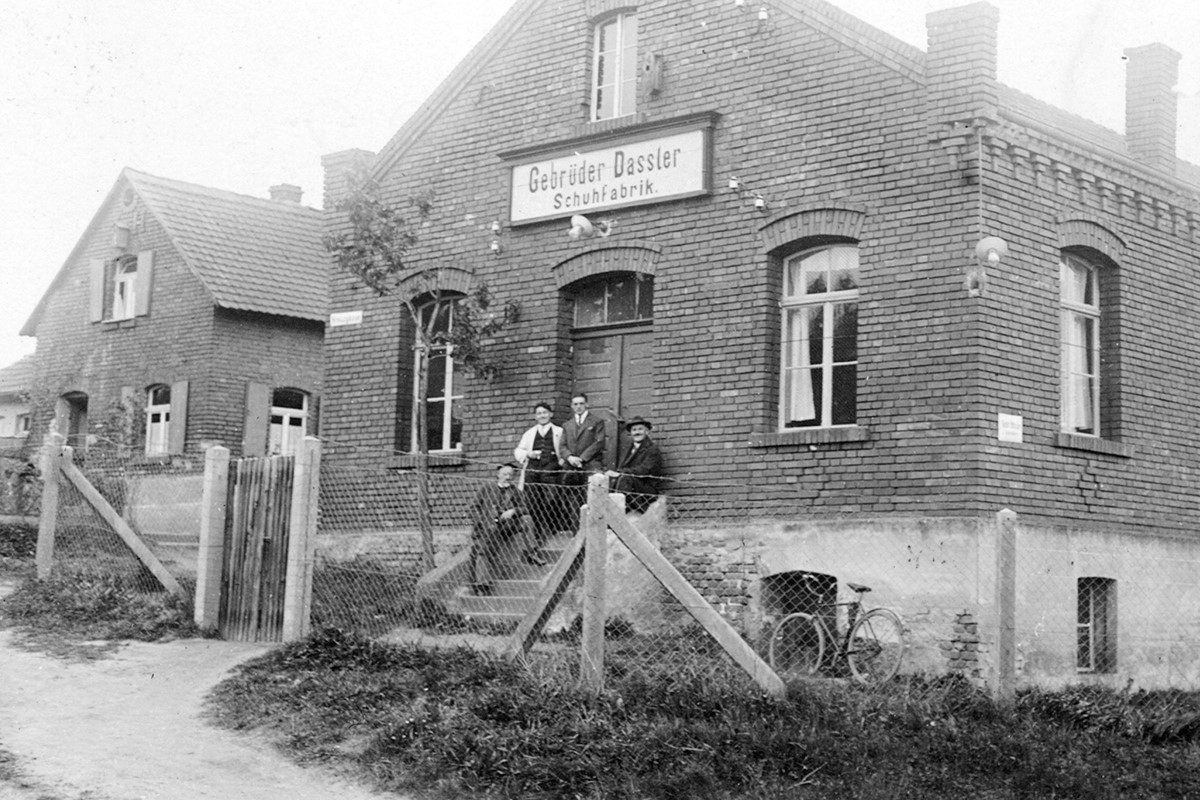
A "Dassler Testvérek Sportcipőgyár" Herzogenaurach vasútállomása közelében (1928)

A háború után Rudolf bátyja elhatározta, hogy rendőr lesz, de a képzése után csatlakozott öccse cégéhez 1923. július 1-én. A szegecseket gyártó Zehlein kovácsműhely támogatásával Adolf be tudta jegyeztetni a céget „Gebrüder Dassler Sportschuhfabrik, Herzogenaurach” névvel (röviden: „Ge-Da”) 1924. július 1-én, telephelyként anyjuk korábbi mosóhelyiségét megadva. 1925-re Dasslerék már bőrből készített, kézzel rávarrt szegecsekkel (stoplikkal) rendelkező labdarúgó-cipőket (Fußballschuhe) és kézzel kovácsolt szegecsekkel rendelkező futócipőket gyártottak.

### A Dassler-cipők első olimpiái

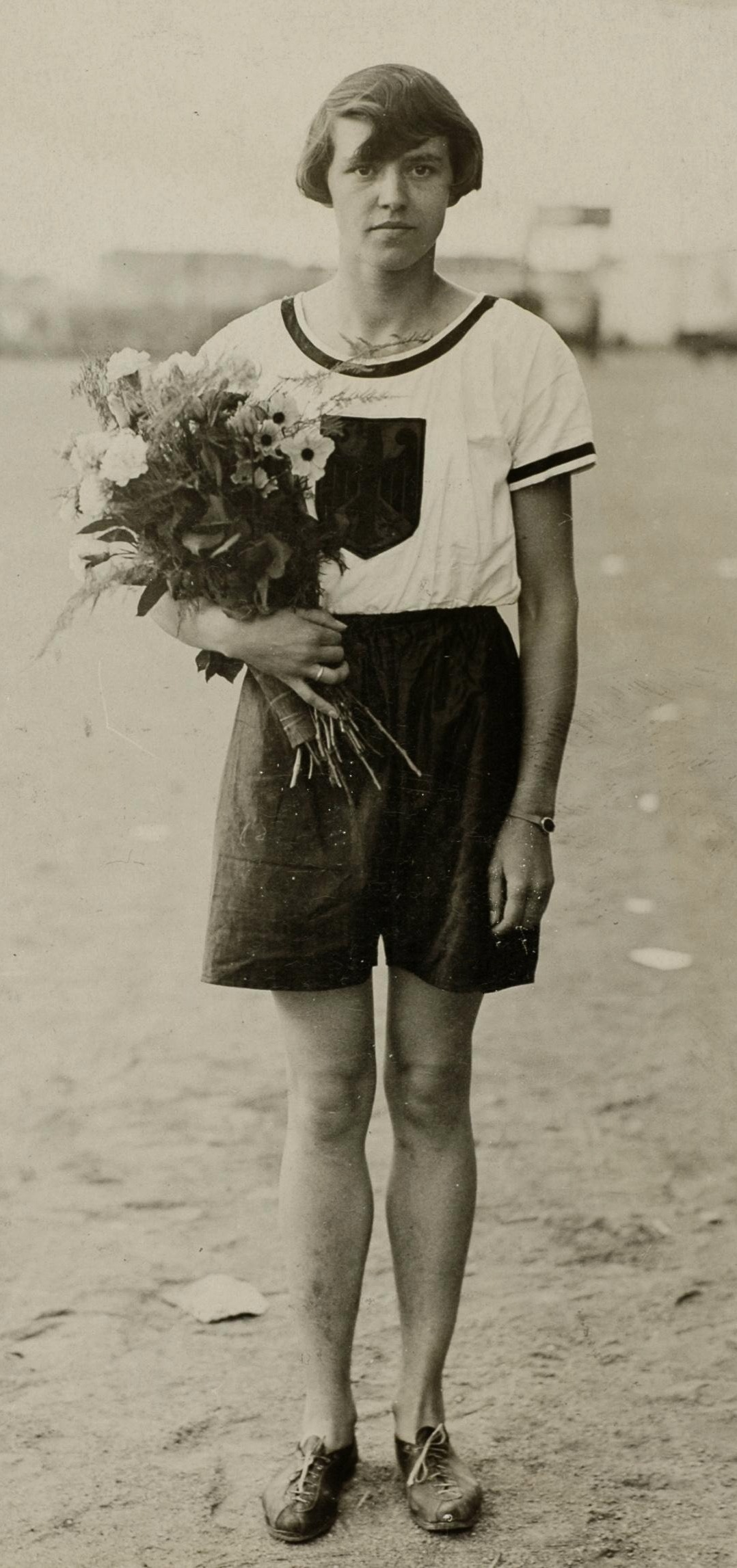
Lina Radke az amsterdami olimpián aratott győzelme után

Két dolog segítette Dassleréket abban, hogy regionális jelentőségű üzemük nemzetközi hírnévre tegyen szert. Először is felkeltették a korábbi olimpikon Josef Waitzer, a német olimpiai futócsapat edzőjének érdeklődését. Üzemükről és Adolf kísérletezéseiről hallva Waitzer Münchenből elutazott Herzogenaurachba, hogy saját maga vegye szemügyre az ott folyó munkát. Mindketten érdekeltek voltak az atlétikai teljesítmények jobb minőségű cipők általi növelésében, és ezen az alapon hosszú barátság szövődött kettőjük között, Waitzer egyfajta konzulensévé lett Dassleréknek. Ez a kapcsolat különösen értékes lett Adolf számára az 1936-os berlini olimpia idején, mivel lehetővé tette számára az eseményen részt vevő sportolókkal való kapcsolatfelvételt.
A Dassler lábbeliket azonban már az 1928-as amszterdami olimpia során is használták a sportolók. Például Lina Radke a női középtávfutás (800 m) aranyérmese. Az 1932-es Los Angeles-i olimpia német aranyérmese is Dassler cipőben érte el győzelmét. A másik kulcsfontosságú dolog a cipőgyár számára a sportnak a 30-as évek elején hatalomra kerülő Adolf Hitler rasszista-nacionalista filozófiájában játszott szerepe volt. A nemzetiszocialisták az atlétikai csapatmunkát favorizálták. A Dassler testvérek felismerték az ebben a politikában rejlő gazdasági lehetőségeket és mind a három fivér belépett az NSDAP-be 1933. május 1-én. Hármójuk közül Rudolfot tartották a legelhivatottabbnak a rendszer iránt. Arról azonban Adolf döntött, hogy a Hitlerjugend csapatainak edzőjévé és sportszerekkel való ellátójává váljanak és ez létfontosságú volt a termelés növeléséhez, ezért 1935-ben csatlakozott az ifjúsági szervezethez. A „nácitlanítási eljárása” során Adolf kihangsúlyozta, hogy csak az edzősködésre szorítkozott és kerülte a politikai gyűléseket. Arról is vallott, hogy más politikai közösségek klubjaival is kapcsolatban állt, így egy liberális gimnasztikai klubbal, Herzogenaurach konzervatív KHC futballklubjával, és a munkásokhoz tartozó „Die Union” nevű sportklubbal.) Adolf és Rudolf is tagja volt Nemzetiszocialista Motoros Hadtestnek és a levelezéseiket mindketten a „Heil Hitler” köszöntéssel zárták.
Az 1930-as évek elején Adolf beiratkozott az akkori cipőgyártás „Mekkájának” tartott Pirmasensben lévő Cipőkészítő Szakiskolába (Schuhfachschule). Az egyik tanárával, a kaptafakészítés szakértőjének számító Franz Martz-cal Dassler olyannyira jó viszonyba került, hogy rendszeres látógató lett annak otthonában és Martz megengedte neki, hogy udvaroljon a 15 éves lányának, Käthe Martznak, akit egy ünnepség alkalmával ismert meg. Adolf 1934. március 17-én feleségül vette a fiatal nőt, aki férjéhez költözött Herzogenaurachba. Ellentétben Rudolf feleségével (Friedl Strasserrel), Käthe öntudatos volt és gyanakvó a frankföldiek számára nyersebbnek tűnő stílusával szemben. Gyakran került nézeteltérésbe a Dassler-szülőkkel illetve Rudolffal és feleségével, akikkel mind egy házban élt együtt. Már a háború után Rudolf a Puma amerikai forgalmazójának írt egyik levelében a testvérével való szakításról úgy írt, hogy az egyedül Käthe rovására volt írható, aki szerinte „megpróbált beleavatkozni az üzleti ügyekbe…” és azt állította, hogy a testvérével való kapcsolata „ideális” volt 1933-ig. Käthe 1936 márciusában adott életet első gyermeküknek, Horstnak, első lányuk, Inge 1938 júniusában született, a második lányuk, Karin 1941-ben. A háború után született még két gyermekük, 1946 májusában Brigit és Sigrid 1953-ban. 1939-ben Käthe testvére, Maria Anna is Herzogenaurachba költözött és 1941-ben feleségül ment Hans Hoffmann gépészhez és pilótához.

### A berlini olimpia és Jesse Owens

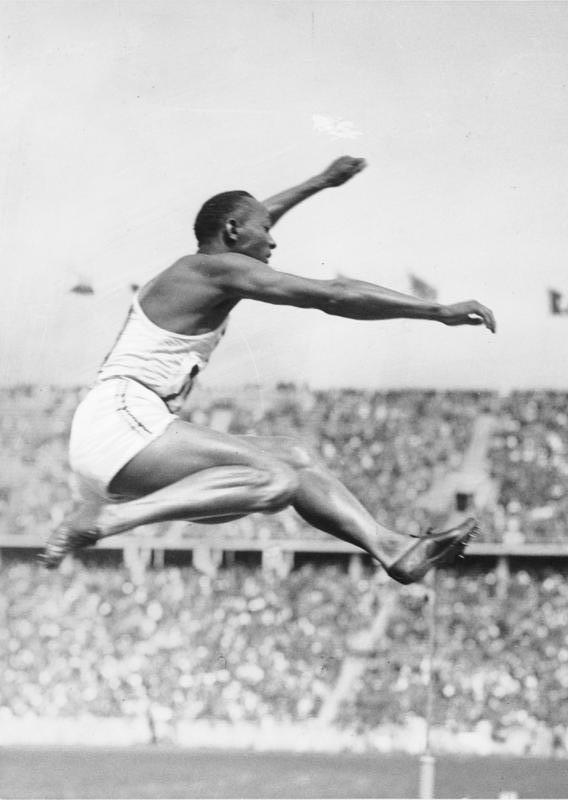
Jesse Owens a rekordugrása közben a berlini olimpián Dassler cipőkkel a lábán

Dassler az 1936-os olimpiában a nagy lehetőséget látta a nemzetközi porondon való bemutatkozáshoz. Habár a Waitzerrel való jó viszonya biztosította számára, hogy a legtöbb német atléta az ő cipőit fogja viselni, rajtuk kívül még egy valakit rá akart venni a Dassler-cipők használatára – Jesse Owenst, az amerikaiak sztárfutóját. Dassler módot talált arra, hogy találkozhasson vele és felkínált neki három pár cipőt. Owens elfogadta a felajánlást és az oldalára erősített két bőrcsíkról és a sötét tüskéiről felismerhető cipőket viselte mikor saját csúcsát megdöntve legyőzte Luz Longot távolugrásban, a két egyéni győzelmekor futásban, és mikor az amerikai csapattal legyőzte a németeket váltófutásban.
Dassler együttműködése Owens-szel döntőnek bizonyult a cége számára. Nem csak azonnal nemzetközileg ismert szereplővé tette a sportszergyártás területén, hanem később valószínűleg ennek köszönhette a fennmaradását is. Mikor ugyanis a megszálló amerikai csapatok tudomására jutott, hogy Dassler gyárában készültek Owens olimpiai győztes cipői, úgy döntöttek, hogy megkímélik a céget és számos amerikai katona a cég kuncsaftjává vált. A kosárlabda-, baseball- és jégkoronglábbelikre leadott nagy rendelési tételek adták Dassleréknek „az első lökést a világméretű sikertörténetükhöz.”

### A második világháború ideje alatt
A háború kezdete után Dasslerék már nem tudtak nagy profitot húzni a rendszer sport iránti lelkesedéséből, mivel az ország a hadigazdálkodásra állt át. A cégnek engedélyezték ugyan a működést, de a termelése erősen visszaesett. 1940. augusztus 7-én Adolf megkapta a katonai behívóját. Decemberben megkezdték rádiótechnikusi kiképzését, de 1941. február 28-án felmentették a szolgálat kötelezettsége alól azzal az indokkal, hogy a cégénél elengedhetetlen szükség van rá. A háborúban már négy évet szolgálatban lévő Rudolfot viszont 1943 januárjában ismét behívták.
A háború első éveiben a sportszergyárat részben katonai felszerelések gyártására állították át, speciális bakancsokat, öveket, katonai hátizsákokat állított elő. A dolgozói létszámot lecsökkentették, az alapanyagbeszerzés nehézkessé vált. A Waitzer-cipők gyártása azonban továbbra is folytatódott, a futballcipők közül némelyik modell – a korszellemhez igazodva – a "Kampf" és a "Blitz" neveket kapta. 1942 októberére a munkaerőhiány olyan szintű volt, hogy Adolf Dassler maga kért öt szovjet hadifoglyot, hogy fenn tudja tartani a termelést.
A háborús körülmények még inkább kiélezték az Adolf és Rudolf családja közötti ellentétet. A szülők (Christoph és Pauline), a fiaik és feleségeik, valamint az öt unoka által közösen lakott házban egyre inkább fojtogatóvá vált a légkör és a munkában való részvételt tovább bonyolította a fivérek lánytestvérének, Marie-nak az alkalmazása. Rudolfot bosszantotta, hogy öccse vezette a Dassler céget – ami miatt a katonai szolgálat alól is felmentést kapott – és ezért próbált keménynek mutatkozni a családban. A tekintélyét arra igyekezett felhasználni, hogy megtagadja Marie két fiának az alkalmazását a cégnél azzal az indokkal, hogy „már van elég családi probléma a cégnél”. Ez a döntés lesújtotta Marie-t, mivel azokat, akiket nem alkalmaztak engedélyezett iparágakban, azokat szinte biztosan besorozták a hadseregbe. Marie fiait végül be is sorozták és nem tértek haza a háborúból. Fritz Dassler, aki nem volt beszélő viszonyban Adolffal, hasonló döntést hozott, mikor elbocsátott egy tizenéves varrónőt, aki a hadfelszereléseket előállító részlegnél dolgozott, de korábban négy éven át Adolf alkalmazta. Adolf a cipőkészítő részlegnél talált neki helyet, hogy megóvja a háború hátralévő részében.

### Fegyvergyártásra való átállás
Rudolfot elöntötte a düh, mikor 1943 januárjában egy teljes mozgósítási program keretében ismét behívták katonának. Később a Puma amerikai forgalmazóinak kifejezte azon meggyőződését, hogy méltatlanul fizették meg azért, hogy közbenjárására a testvérét 1942-ben „visszaengedték a céghez” és azt állította, hogy a behívását „a testvérének és a [náci] pártbeli barátainak köszönhette…”. A Tuschinban állomásozó Rudolf 1943 áprilisában a következőket írta öccsének: „Nem fogok hezitálni a gyár bezárását illetően, hogy aztán te olyan elfoglaltságot kapj, ami lehetővé teszi számodra a vezetői szerepet, és mint első osztályú sportember, kezedbe foghass egy puskát.”
Hat hónappal később a gyárat valóban bezárták, de már a meghirdetett totális háború programjának keretében, ami magával vonta minden ipari termelés hadi célra való átállítását. Az üzembezáráskor eltávozásra engedett Rudolf a gyár bőrkészletéből valamennyit magához akart volna venni, hogy később használhassa fel saját céljaira, de meglepetten tapasztalta, hogy Adolf már az összeset elvitte. Rudolf feljelentette öccsét a párt körzeti vezetőségénél, ahol Käthe szerint a férjével „a legmegalázóbb módon bántak.”
1943 decemberében a Dassler cég cipőkészítő gépeit ponthegesztő eszközökkel cserélték le, mivel a hadsereg úgy döntött, hogy a gyár ezt követően Panzerschreck („Páncélrém”) típusú kézi páncéltörő fegyvereket fog összeszerelni. Ezeket a vállról indítható páncéltörő fegyvereket az amerikai Bazooka mintájára készítették, de azoknál jóval erősebbek voltak és képesek voltak akár 230 mm vastag páncélzatot is átütni, 15-75 mm-rel vastagabbat, mint az amerikai elődje.

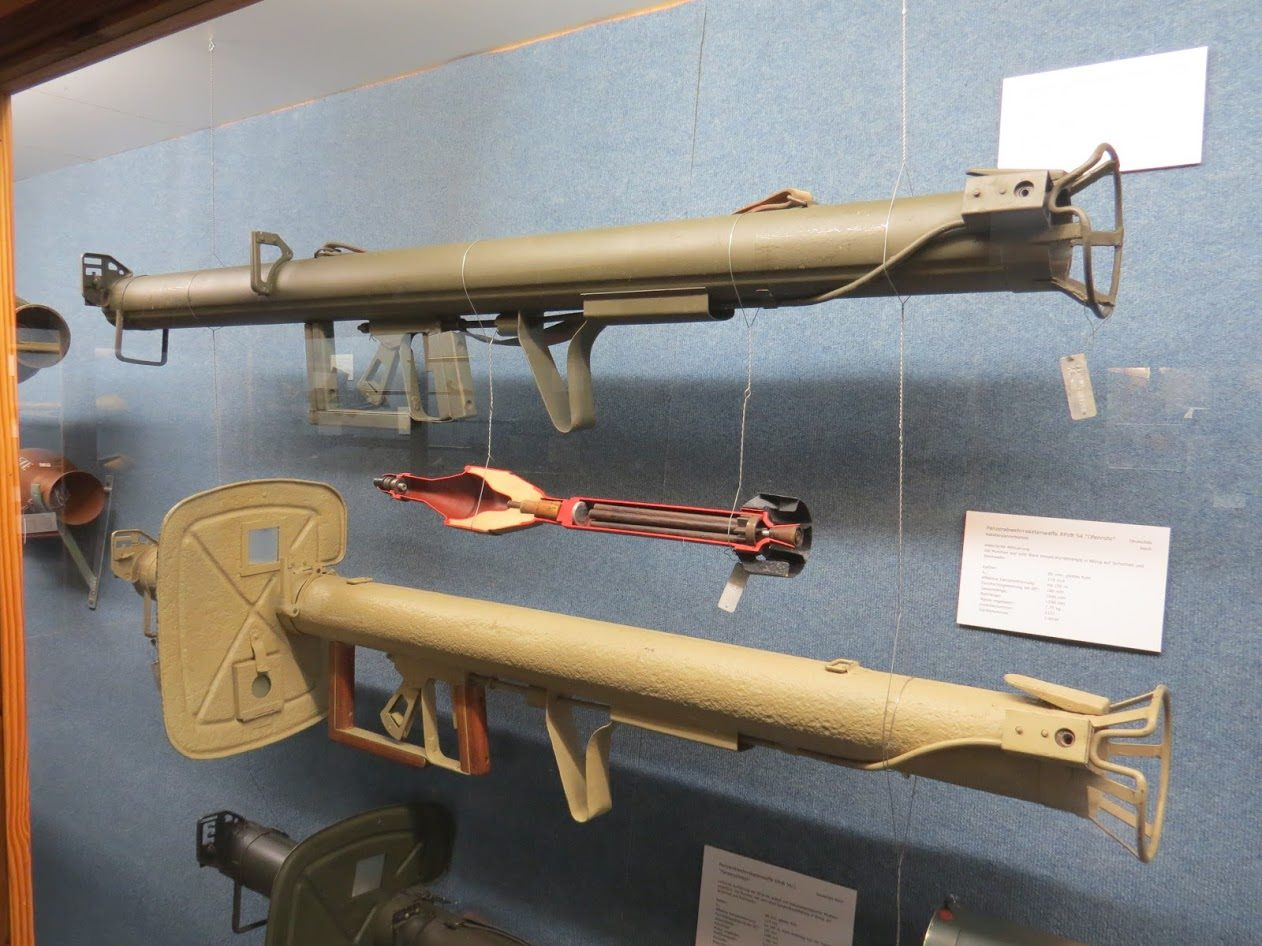
A „Panzerschreck” védőpajzzsal ellátott és anélküli változatai egy koblenzi haditechnikai gyűjteményben kiállítva

A Panzerschreckek gyártására a hadsereggel a Schricker és Tsa. vállalat szerződött le a közeli Vachból, és a bombatámadások miatt helyezte át az összeszerelést Herzogenaurachba. Az alkatrészeket vonattal szállították Dasslerék gyárához. A fegyver egyszerűsége lehetővé tette a leszerződött cégnek, hogy a varrőnőket gyorsan átképezze az irányzékok és a védőpajzsok kivető csövekre való rögzítésére ponthegesztéssel. A fegyver jóval bonyolultabb rakétáit ezután is Vachban gyártották le. Az elkészült fegyvereket harckocsivadász egységek között osztották szét és 1945 márciusában már 92 000 darab volt aktív használatban a frontokon. Habár a fegyver nagyon hatékony és könnyen előállítható volt, már túl későn érkezett ahhoz, hogy a háború menetére nagyobb befolyása lehessen.
Eközben a Tuschinban állomásozó Rudolf továbbra is igyekezett átvenni a gyárat a testvérétől. A Luftwafféval való kapcsolatait felhasználva próbálta a Panzerschreckek gyártását lecserélni olyan katonai bakancsokra, melyek szabadalmával maga rendelkezett. A szabadalom azonban hibás volt és így Rudolf terve nem valósult meg. Mivel nem tudott engedélyt szerezni a lengyel állomáshelyének az elhagyásához, Rudolf saját maga vette kezébe a szabadságoltatását. Pár héttel 1945. január 19-ike előtt, mikor a szovjetek lerohanták Tuschint az alakulatát megtizedelve, Rudolf Herzogenaurachba távozott, ahol egy orvos igazolást állított ki számára a katonai alkalmatlanságáról egyik lábán lévő fagyási sérülések miatt. Az alakulatának maradékát ezt követően betagozták az SS-be. Rudolfnak a Tuschinból való dezertálása utáni tevékenysége egészen az apja április 4-ei temetéséig az amerikai „nácitlanítási bizottság” forrásai között is vitatott volt. A temetés utáni napon őrizetbe vették és a nürnbergi Bärenschanzéba vitték, a Gestapo helyi börtönébe. Egészen május elejéig, az amerikai csapatok beérkeztéig fogságban maradt.
Amikor az amerikai csapatok Herzogenaurachba érkeztek, harckocsijaik a Dassler gyár előtt tartottak pihenőt és fontolóra vették, hogy felrobbantsák. Érkezésükkor Käthe azonnal a katonákhoz ment és közölte velük, hogy az épület pusztán egy sportcipőgyártó üzem. Az amerikaiak megkímélték a gyárat és a Dassler család házát a birtokukba vették. Két héttel ezt követően érkezett vissza Herzogenaurachba Rudolf. Az amerikaiak által vezetett „nácitlanítási eljárás” a fivérek nemzetiszocialista múltját firtatta, és ez kétségbe vonta a megbízhatóságukat. Mindez a két testvér között kibékíthetetlen szakadékot eredményezett, mivel mindegyikük saját magát igyekezett tisztázni.

### A „nácitlanítási eljárás” és a családon belüli szakadás, 1946

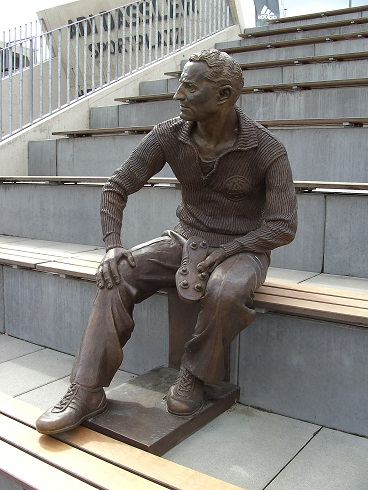
Adolf Dassler szobra a róla elnevezett Adi Dassler Stadionban (Herzogenaurach)

1945. július 25-én Rudolfot letartóztatták az amerikai megszálló hatóságok azzal a gyanúval, hogy az SD-nek dolgozott (a Reichsführer-SS titkosszolgálatának) a kémelhárítás és a cenzúra területén, ezért a hammelburgi internálótáborban helyezték el. Rudolf a védelmét arra építette fel, hogy nem önkéntesen állt a rendszer szolgálatába és egyetlen alkalommal sem volt részese az SS vagy az SD tevékenységének. Az amerikai nyomozók hamarosan felfedezték korai NSDAP-párttagságát és bizonyítékot találtak arra, hogy 1941-ben önként jelentkezett a Wehrmachtba. Azt is tudták, hogy Tuschinban a „személyes és csempészési ügyek” nyomon követése volt a feladata. A fő gondja azonban annak tisztázása volt, hogy mit tett azután, hogy márciusban a Gestapo Nürnbergbe rendelte. Rudolf állítása szerint március 13-án azért rendelték be, hogy egy korábbi engedély nélküli Tuschinból való távozásának okáról számot adjon, és nem tett semmi mást, mint naponta jelentette a Gestapónak mit tett két héten át. Azt állította, hogy március 20-án elszökött.
Rudolf a tuschini elöljárójának (aki vele együtt volt ugyanabban a táborban és feltehetőleg a régió hírszerzési parancsnoka volt) és egy sofőrnek, akivel a Gestapo általi áprilisi letartóztatása után találkozott és aki szintén vele együtt volt letartóztatva, írásos vallomását használta fel a védelméhez. Rudolf számára az utóbbi vallomása azt erősítette meg, hogy a Gestapo elítélte és a dachaui koncentrációs táborba küldte. Rudolf azt állította, hogy a sofőrnek útközben le kellett volna lőnie az összes foglyot, de a parancsnak eleget nem téve folytatta az útját Dachau felé, és közben feltartóztatták az amerikai csapatok. A foglyok ekkor kiszabadultak, köztük Rudolf is. Az ügyet vizsgáló amerikai nyomozó nem adott hitelt egyik vallomásnak sem, és úgy vélte, ezzel csak törvénytelen tevékenységét akarja leplezni mind a három személy. Az amerikai feljegyezte, hogy Rudolf felesége és Adolf is arról tett vallomást, hogy Rudolf a Gestapónak dolgozott. A nyomozás egy évig nem haladt előre. Ezen idő alatt nyilvánvalóvá vált, hogy nem lehet az összes foglyot visszatartani az ügy részletes kivizsgálására, ezért a hatóságok a foglyok szabadon engedése mellett döntöttek, mivel megítélésük szerint egyikük sem jelentett biztonsági kockázatot. Rudolfot 1946. július 31-én bocsátották szabadon.
Rudolf elengedése előtt kellett Adolfnak megjelennie a „nácitlanító bizottság” előtt. A bizottság 1946. július 13-án hozta nyilvánosságra a vizsgálat eredményét és ez alapján Adolf „terhelt” (Belastater) besorolást kapott, ami a második legsúlyosabb kategória volt és ide tartoztak a nemzetiszocialista rendszer haszonélvezői, akiket 10 évig terjedő börtönbüntetéssel is sújtani lehetett, de a közvetlen veszély az volt, hogy Adolfot eltávolíthatják a cég vezetőségéből. Az NSDAP-be és a Hitlerjugendbe való viszonylag korai belépését nem tagadhatta, de a fellebbezése során vallomások egész sorát hozta fel, melyek a háború során tanúsított jó magatartásáról tanúskodtak. Adolf legkitartóbb támogatója Herzogenaurach polgármestere volt, akiben a megszállók is megbíztak. Az egyik közeli település polgármestere, aki félig zsidó volt, vallomása szerint Adolf Dassler figyelmeztette, hogy a Gestapo őrizetbe veheti és a saját birtokán bújtatta őt. A kommunista párt egyik régi tagja arról számolt be, hogy Adolf soha nem keveredett bele politikai ügyekbe. Adolf ezentúl kimutatta, hogy a cége számára nem volt nyereséges a fegyvergyártás, hanem 100 000 márkát még veszített is rajta. A bizonyítékok ellenére a bizottság nem mentette fel őt. mindössze alsóbb kategóriába sorolták, így „kis mértékben terhelt” (Minderbelasteter) lett. Ebben a kategóriában azokat tartották számon, akiket kevésbé tartottak bűnösnek és kettőtől három évig terjedőleg próbaidővel maradhattak szabadlábon különböző feltételek mellett, de megkövetelte, hogy Adolf továbbra sem vezetheti az üzemet.
A döntés elleni fellebbezéshez ügyvédet fogadott, az épp szabadon engedett Rudolf pedig meglátta a helyzetben a lehetőséget ahhoz, hogy magához ragadja az irányítást a cégben. A fellebbezési eljárás alatt Rudolf olyan vallomásokat tett, melyek szerint Adolf maga szervezte meg a fegyvergyártást és nyeresége származott volna belőle, míg amennyiben ő maga jelen lett volna, akkor ellenezte volna a hadiipari termelésre való átállást. Rudolf azt is állította, hogy az öccse hamis vádakat fogalmazott meg ellene, az üzem dolgozóinak pedig politikai beszédeket tartott. Az Adolf ügyvédje által közre tett bizonyítékok között voltak Käthe vallomásai, melyek erősen tagadták Rudolf állításait. 1946. november 11-én a Herzogenaurachban ülésező Spruchkammer Höchstadt Adolf státuszát „tettestársra” (Mitläufer) módosította és megszűntette az őt sújtó polgári korlátozások nagy részét, de még meghagyott pár felügyeletet. 1947. február 3-án a visszakapta a cégét és formális engedélyt kapott annak vezetéséhez.
Rudolf azon meggyőződése, hogy az öccse jelentette fel és az emiatt tanúsított viselkedése annak fellebbezési eljárása során végképp lehetetlenné tette a két testvér közötti viszonyt és gyakorlatilag ketté szakította a családot. Az anyjuk Rudolf és Friedl oldalára állt, akik élete végéig gondoskodtak róla. Őket támogatta Fritz is. Marie, aki soha nem bocsátotta meg Rudolfnak a fiai halálát, Adolf és Käthe pártját fogták. Rudolf a feleségével és a két gyerekével elhagyta a családi otthont és a folyó túloldalára költözött velük, ahol átvette a Dassler cég második gyáregységét. A cég felosztásakor Adolfnak jutott az első gyáregység és a családi villa. A cég további részeit a két testvér egyenlő arányban osztotta fel egymás között. Miután a cég kettéosztásának utolsó részleteiben is megállapodtak, Adolf és Rudolf többé nem álltak szóba egymással.

## Az Adidas megalapítása (1946–1947)

Az Adidas bejegyzett logója a három sávval

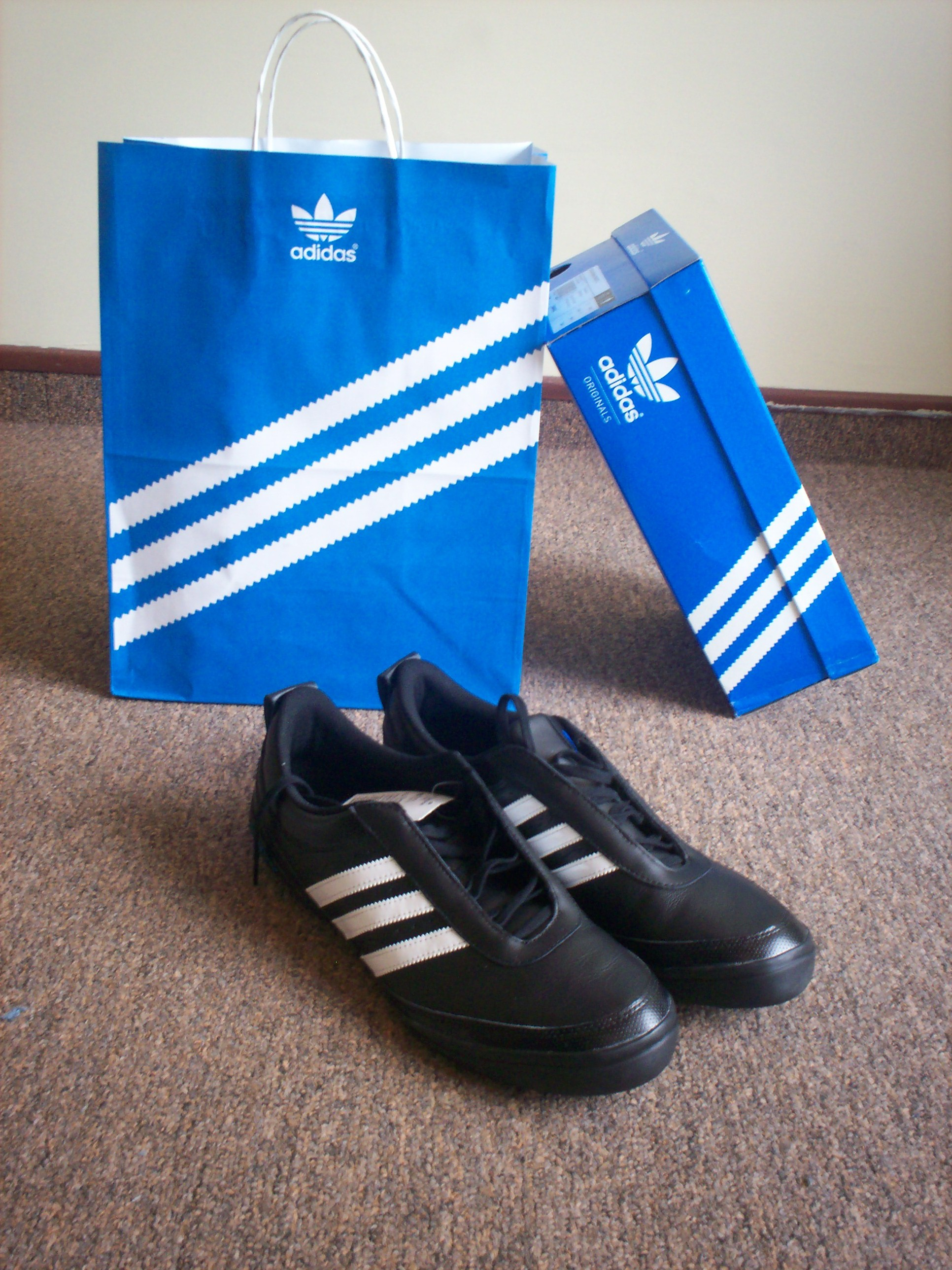
Adidas cipő és csomagolása

A háború után a Dassler cég számos olyan problémával szembesült, mint amilyenekkel megalakulásakor is. Egy világháború megtizedelte a német gazdaságot és a cipőgyárnak nehéz volt beszerezni az alapanyagokat. Emellett a cégnek vissza kellett állnia a fegyvergyártásról a cipőgyártásra. Ezúttal azonban az amerikai megszálló erőknek érdekében állt a gazdaság fellendítése, ezért a céget aktívan támogatták. A Dassler család otthonát 1946. április 16-án rekvirálták és amerikai katonatiszteket szállásoltak el benne. A kilakoltatott család a szomszédos gyárépületük egyik végében lévő toronyszerű épületrészében rendezkedett be. Az amerikaiakkal való „szomszédságnak” köszönhetően Adolf közeli kapcsolatba került olyan személyekkel, akik révén felesleges hadianyagokat tudott beszerezni, melyeket aztán a cipőgyártáshoz fel tudott használni. A cipők készítéséhez az üzemanyagtartályok belső béléséhez és tutajokhoz használt gumit, illetve sátorok vászonanyagát használta fel addig, míg nem tudott beszerezni bőrt. Adolf így képes volt előállítani cipőket miközben a „Belasteter” kategóriába sorolva (1946 júliusától 1947 februárjáig felügyelet mellett) vezethette a céget egészen a testvérével való 1948-as különválásáig.
A cég kettéosztásakor a két testvér megengedte az alkalmazottaknak, hogy maguk döntsék el, melyik cégnél kívánnak dolgozni. Mivel Rudolf főként az értékesítéssel és az adminisztrációval foglalkozott, az értékesítési részleg Rudolf cégéhez került, melynek az épülete a Würtzburger Straßén volt. A többiek, csaknem az összes technikussal, valamint a termékfejlesztéssel és a gyártással foglalkozók többségével Adolf cégénél maradtak. Az ő cégéhez került az alkalmazottak csaknem kétharmada. Az adminisztrációból távozók helyének feltöltésére Käthe és testvére, Marianne Martz is csatlakozott a céghez és számos terület feladatait látták el.
Közben Adolf azon is gondolkodott, hogy miképpen kölcsönözhet a cipőinek egyedi megjelenést, legalább olyan mértékben, hogy meg lehessen különböztetni az ezeket viselő sportolókat. Arra jutott, hogy a cipők oldalán lévő erősítő csíkok eltérő színűek legyenek a cipő alapszínétől. Kísérletezett a csíkok számával és végül a három csík mellett döntött. A három sáv (drei Streifen / three stripes) az Adidas cipők ismertetőjelévé vált. 1949 márciusában a három sávos logót bejegyeztette a cég védjegyeként. Ehhez hasonló három csíkot azonban már használt a finn Karhu sportszergyártó cég, ezért Adolfnak utólag meg kellett vennie a logóhoz fűződő jogokat. 1952-ben (2008-as árfolyamon) 1600 eurónak megfelelő összegért és két üveg whisky-ért cserébe a finn vállalat eladta a három csík használatának jogát az akkor még kevésbé ismert Adidasnak. Cégnévként a kereszt és családneveinek első tagjainak összevonását tervezte használni (Addas) és ezzel a névvel számos névjegykártyát is készíttetett, de ezt a nevet visszautasították, mivel hasonló névvel (Adda-Adda) szerepelt már egy gyerekcipő gyártó a nyilvántartásban. Egy 1949. augusztus 18-ai cégbejegyzésben Adolf kézzel beírt egy „i” betűt a két „d” közé, így az első tag a beceneve lett. Így született meg az Adidas, teljes névvel Adolf Dassler adidas Schuhfabrik.
A bátyja is a saját nevéből próbálta a saját márkája nevét létrehozni, aki eredetileg a Ruda nevet akarta adni a cégének, mielőtt a Puma mellett döntött. Amellett, hogy ez is egy négybetűs szó volt ugyanazokkal a magánhangzókkal, Rudolf szerint fiatalkori beceneve is volt, mivel gyakran hasonlították őt a pumához.

## Az Adidas áttörő sikere, 1948–1978
Az Adidas sikerének egyik kulcsszereplője a német labdarúgóválogatott edzője, Sepp Herberger volt. A Dassler-fivérekhez hasonlóan ő is 1933-ban lépett be az NSDAP-be. Az 1936-os berlini olimpián a negyeddöntőben Norvégiától elszenvedett megalázó vereség után őt nevezték ki a nemzeti együttes edzőjének. Herberger együttműködésbe kezdett a Dassler céggel, mely kapcsolatot Rudolf Dassler ápolta. A Dassler cég kettéválása után Herberger a Rudolf vezette Pumával működött együtt, ami addig tartott, míg Rudolf a tekintélyét nem érezte kikezdettnek és inzultálni kezdte Herbergert. Ennek hatására az edző az Adidast kereste meg. A Rudolf és Sepp közötti vita eredete nem ismert, egyes vélemények szerint azon összegről (1000 márkáról) támadt nézeteltérés, amit a Pumának kellett volna annak fejében fizetnie, hogy a nemzeti együttes a cipőit viselje.
Sok szempontból jobban együtt lehetett működni Adolffal, aki halk volt, nyitott volt a labdarúgók igényeinek megismerésére, és innovatívabb is volt a bátyjánál. Herberger már a háború előtt a nemzetközi futball domináns hatalmává akarta tenni Németországot. 1938-ban ismerte meg az akkor 18 éves Fritz Waltert és igyekezett az útját a nemzeti válogatott felé terelni. A háború közeledtével sikerült elérnie, hogy a fiatal játékost ne sorozzák be a hadseregbe. A háború után Herberger a Mitläufer besorolást kapta és a háború utáni német hatóságok újra a válogatott edzőjeként foglalkoztatták. Adolf hamarosan a német válogatott rendszeres kíséretének tagja lett, aki Herberger mellett ült és a mérkőzések közben igazította a játékosok cipőit.

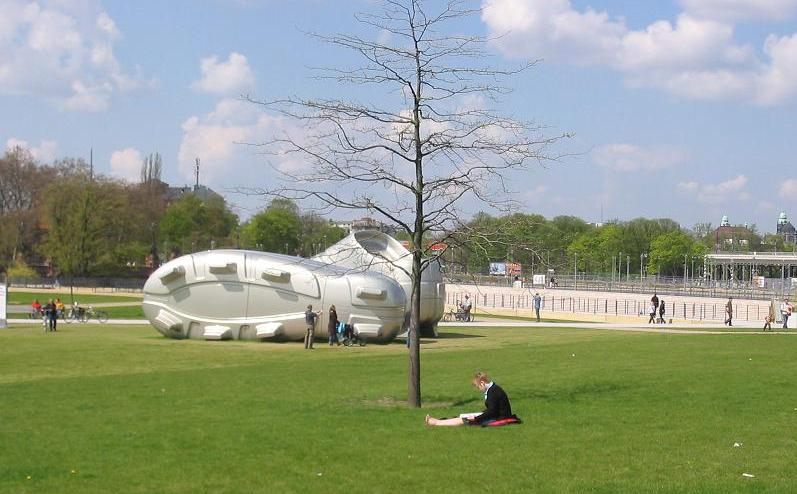
A 2006-os labdarúgó világbajnokságra készült hat szobor egyike a berlini Walk of Ideas-on, mely az Adolf Dassler által feltalált „modern labdarúgócipőt” ünnepli.

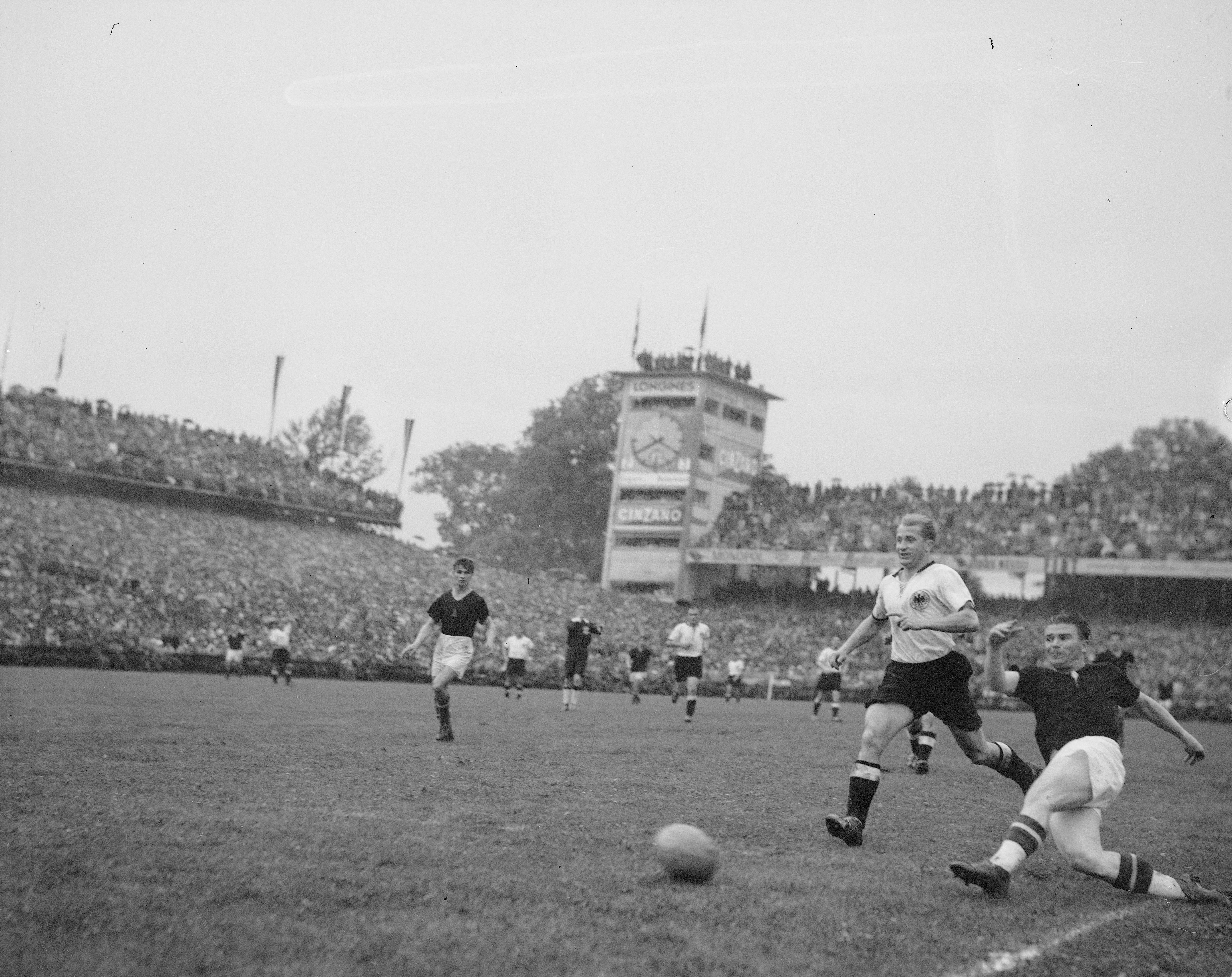
Puskás beadása a világbajnoki döntő 86. percében Kocsis egyenlítő találatához (3:3), amit a bíró lesre hivatkozva érvénytelenített

Az 1949-ben létrejövő Nyugat-Németország nem vehetett részt az 1950-es világbajnokságon, így minden előkészület az 1954-es svájci világbajnokságot célozta. Eddigre az Adidas csukái jelentősen könnyebbek lettek, mint a háború előttiek, melyek még angol mintára készültek. A világbajnokságra Adolf egy titkos fegyverrel rendelkezett, melyet épp akkor nyílt alkalma bevetni, mikor az NSZK a döntőt játszotta a toronymagas esélyesnek számító Magyarországgal. A magyar válogatottat 1950 májusa óta senki nem tudta legyőzni, és a torna során a nyugatnémeteket egyszer már legyőzte 8-3 arányban. A vereség ellenére Nyugat-Németország továbbjutott az egyenes kieséses szakaszba Törökország kétszeri legyőzésével. Jugoszláviát és Ausztriát legyőzve jutottak a döntőbe, ahol a német szurkolók mindössze annyiban reménykedtek, hogy „elkerülik az újabb megalázó vereséget” a magyaroktól. A döntő napján egy kisebb eső esett, ami javította a nyugatnémetek esélyeit, akik az ilyen körülményeket „Fritz Walter-időjárásnak” nevezték, mert a csapatuk legjobbnak tartott játékosa kifejezetten jó teljesítményt szokott nyújtani a sáros pályákon.
Dassler a mérkőzés előtt értesítette Herbergert a legújabb fejlesztéséről, a csavarozható stoplikról. A hagyományos csukákkal szemben, melyeket rögzített bőrstoplikkal láttak el, Adolf Dassler cipőjébe tetszés szerinti hosszúságú stoplikat lehetett becsavarozni, épp amilyet a pálya talajviszonyai megkívántak. A berni Wankdorf Stadion talajának rohamos romlását látva Herberger a következő ismertté vált szavakat intézte Adolf Dasslerhez: „Adi, csavard fel őket.” A hosszabb stoplik javították a német játékosok stabilitását a magyarokkal szemben, akinek az eleve kétszer olyan nehéz cipői a rájuk tapadó sártól még nehezebbek lettek. Az NSzK a mérkőzést végül 3-2-re megnyerte és Németországban erre a „berni csodaként” emlékeznek. Herberger Dasslert nyilvánosan a győzelem egyik fő letéteményesének nevezte, és az Adidas hírneve jelentősen megnőtt Nyugat-Németországban, ahol a győzelmet a háború utáni kulcsfontosságú eseménynek tartották, ami hozzájárult a németek önérzetének helyreállításához. A márka ugyanakkor külföldön is nagy ismertségre tett szert, ahol az első televízióban is közvetített világbajnoki döntő nézőit beavatták a „legújabb áttörésbe”. Valójában a csavarozható stoplik ekkor már nem számítottak újdonságnak. Angliában már a századforduló körül próbálkoztak a bevezetésükkel, de ekkor még számos sérülés forrásai voltak, ezért nem honosodtak meg. Németországban az első csavarozható stoplis futballcipőket a Puma fejlesztette ki, és ezeket már az 1953-54-es szezon számos csapata használta is már.

## Családja
Adolf Dassler 1978-ban hunyt el szívelégtelenség következtében, Käthe hat évvel élte túl, 1984. december 31-én hunyt el. Öt gyermekük közül Horst Dassler 1973-ban megalapította az Arena nevű úszófelszereléseket gyártó céget, Käthe haláláig Horsttal közösen vezette a vállalatot. Horst 1959-ben lépett be a céghez és rögtön megvalósította terjeszkedési szándékát. Így ellentétbe került Armin Dasslerrel, Rudolf Dassler fiával. A testvérháborút így a fiaik háborúja követte – a konkurenciaharc egyes területeken az Adidas hátrányára vált. Ezzel függhet össze, hogy 1967-ben a cég a diverzifikáció útjára lépett: tréningruháival beindította ruhaipari termelését. Horst 1987. április 11-én hunyt el váratlanul. Az Adidas 1989-ben privát kft.-vé alakult, de az 1995-ös tőzsdére vezetésig családi tulajdonban maradt. A Dassler család utolsó tagja aki az Adidas-nál dolgozott Frank Dassler volt, Rudolf unokája, aki a jogi részleget vezette 2004-től 2018 januári lemondásáig.
2006-ban avatták fel Adolf Dassler Herzogenaurach stadionjában lévő szobrát. A műalkotást Josef Tabachnyk készítette.

## Fordítás
- Ez a szócikk részben vagy egészben  az   Adolf Dassler című német Wikipédia-szócikk ezen változatának fordításán alapul.  Az eredeti cikk szerkesztőit annak laptörténete sorolja fel. Ez a jelzés csupán a megfogalmazás eredetét és a szerzői jogokat jelzi, nem szolgál a cikkben szereplő információk forrásmegjelöléseként.
- Ez a szócikk részben vagy egészben  az   Adolf Dassler című angol Wikipédia-szócikk ezen változatának fordításán alapul.  Az eredeti cikk szerkesztőit annak laptörténete sorolja fel. Ez a jelzés csupán a megfogalmazás eredetét és a szerzői jogokat jelzi, nem szolgál a cikkben szereplő információk forrásmegjelöléseként.